# Kecel
Kecel es una ciudad del condado de Bács-Kiskun, en el sur de Hungría.
Los croatas en Hungría llaman a esta ciudad Kecelj.

## Historia
Los primeros documentos que mencionan Kecel datan de 1198. Al igual que muchas otras ciudades húngaras, Kecel perdió población durante la conquista turca. El 22 de abril de 1734, Gábor Patachich, obispo de Kalocsa, emitió documentos que restablecían la ciudad de Kecel. En aquella época, la mayoría de la gente se ganaba la vida con el pastoreo. Sin embargo, el aumento demográfico dificultó enormemente esta actividad, por lo que la gente se dedicó a la agricultura, que sigue siendo la principal industria de Kecel. En 1802 se construyeron varios edificios nuevos, entre ellos la iglesia católica, el ayuntamiento, la primera escuela, la oficina de correos y las estaciones de policía y bomberos, así como la estación de tren. Kecel recibió los derechos de ciudad en 1993.
La ciudad estaba servida por la línea ferroviaria Kiskőrös-Kalocsa, operada por MÁV, hasta su cierre en 2007.
El Museo y Parque Militar Pintér Művek (en húngaro: Pintér Művek Haditechnikai Park), que alberga una gran colección de equipos y vehículos militares, se encuentra en las afueras de la ciudad, en el territorio de una fábrica de metalurgia del mismo nombre.

## Demografía
Según el censo de 2024, había 7 907 personas y en torno a 3 600 hogares.

## Ciudades hermanadas
Kecel está hermanada con:
- Schwarzenbruck, Alemania (1991)
- Lupeni, Rumanía (2009)